# Melonis
Melonis es un género de foraminífero bentónico de la subfamilia Pulleniinae, de la familia Nonionidae, de la superfamilia Nonionoidea, del suborden Rotaliina y del orden Rotaliida. Su especie tipo es Melonis etruscus. Su rango cronoestratigráfico abarca desde el Luteciense (Eoceno medio) hasta la Actualidad.

## Clasificación
Se han descrito numerosas especies de Melonis. Entre las especies más interesantes o más conocidas destacan:
- Melonis affinis
- Melonis etruscus
- Melonis lutorum
- Melonis maorica
- Melonis pacimaoricum
- Melonis pompilioides
- Melonis simplex
- Melonis zeobesus

Un listado completo de las especies descritas en el género Melonis puede verse en el siguiente anexo.